# Please Please Me
Please Please Me, den brittiska popgruppen The Beatles debutalbum, utgivet i Storbritannien den 22 mars 1963 på skivbolaget Parlophone. I Sverige släpptes albumet i mono den 19 juli 1963. Stereoutgåvan av albumet nådde troligen de svenska skivbutikerna under 1964. Albumets fullständiga titel - som står på omslaget men sällan nämns - är Please Please Me with Love Me Do and 12 other songs.

## Bakgrund
Sedan Beatles 2:a singel, "Please Please Me", blivit en hit i Storbritannien under januari 1963 blev det aktuellt för skivbolaget att ge ut en hel LP med gruppen. Med två singlar redan utgivna fanns redan fyra Beatleslåtar inspelade och klara.  Med 14 låtar på det nya albumet behövde de således spela in ytterligare 10 sånger. Inspelningen av dessa ägde rum under tre hektiska inspelningssessioner under en och samma dag; den 11 februari 1963 i Abbey Roadstudion i London. Förmiddagssessionen startade kl 10 och kvällspasset avslutades kl 22.45. Utöver de 10 nya låtarna som kom med på LP:n gjorde man även 13 tagningar av den egna kompositionen "Hold Me Tight", dock utan att komma fram till ett acceptabelt resultat (utan låten gavs en ny chans vid inspelningen av gruppens 2:a LP With the Beatles).
Låtarna på albumet är en blandning av flera olika musikstilar. Från den tuffa "Twist and Shout" till "A Taste of Honey" i valstakt. Något som uppmärksammades var att åtta av de 14 låtarna var originalkompositioner skrivna av Lennon–McCartney. (På denna första LP står det dock McCartney–Lennon.) De sex coverlåtarna var i flera fall redan välkända låtar med andra artister. Bland annat fanns två låtar från flickgruppen The Shirelles repertoar; "Baby It's You" och "Boys". Men Beatles satte sin egen prägel på dessa covers med ett nytt och fräscht sound, där inte minst Lennons tolkning av "Twist and Shout" står ut.
Inspelningsdagen inleddes med 10 tagningar av "There's A Place" följt av 9 tagningar av grundsoundet till "I Saw Her Standing There". På den senare gjordes under eftermiddagspasset ljudpålägg i form av handklapp. Lennon var kraftigt förkyld denna historiska februaridag och producenten George Martin var orolig för att hans röst inte skulle hålla för hela programmet. För att gardera sig beslöt han att den låt som krävde mest av sin sångare, "Twist and Shout" skulle spelas in sist av alla. Lennon kämpade sig igenom två tagningar av låten, varefter man beslöt sig för att välja den första av dessa till albumet.
Utöver dessa 10 nyinspelade låtar innehöll även LP:n ett tidigare outgivet spår då en annan version av "Love Me Do" än den som givits ut på singel valdes till albumet. På den ursprungliga singeln "Love Me Do" var det Ringo Starr som spelar trummor. För LP:n valde man en version med studiomusikern Andy White på trummor och därefter användes även denna version på singel- och EP-skivor. Originalbandet med Ringo Starr förstördes medvetet. Ringo spelar dock tamburin på denna inspelning. Andy White spelar också trummor på "P.S. I love You". På denna låt spelar Ringo maracas.
Det faktum att de 10 låtar som tidigare inte funnits som A- eller B-sidor som singel spelades in på en och samma dag har givit upphov till myten att hela LP:n spelades in på en enda dag. Detta är endast sant om man inte tar hänsyn till att fyra melodier redan tidigare funnits utgivna och att producenten George Martin senare gjorde en del pianopålägg.
George Harrison sjunger här Lennon–McCartneys låt "Do You Want to Know a Secret", som också blev en singelhit med Billy J. Kramer With The Dakotas, som också tillhörde Brian Epsteins så kallade stall. (Det är mycket ovanligt att George Harrison sjunger en Lennon–McCartney-komposition.) Ringo Starr sjunger "Boys", något han också gjorde på scenen.
LP:n Please Please Me gavs först ut i mono och något senare kom den också i stereo. Samtliga låtar gavs ut i äkta tvåkanals stereo med undantag av låtarna från Beatles första singel "Love Me Do/P.S. I Love You", som enbart ligger i så kallad simulerad eller fejkad stereo. Som regel ligger sången enbart i höger kanal i den så kallade äkta stereon. Av bland annat denna anledning valde Beatles producent George Martin att CD-versionen enbart skulle ges ut i mono liksom With The Beatles, A Hard Day's Night och Beatles For Sale.
Först 2009 har Please Please Me givits ut i stereo på CD i ny remastering.
Skivomslaget är taget av fotografen Angus MacBean och visar Beatles stående i trappuppgången till EMI:s högkvarter på Manchester Square i London. År 1969 återvände man till samma plats och tog en ny fotoserie avsedd för den indragna LP:n Get Back (en föregångare till Let It Be). Foton från båda serierna användes 1973 för de två dubbel-LP-samlingsskivorna The Beatles 1962–1966 (the red album) och The Beatles 1967–1970 (the blue album).

## Låtlista
Alla låtar är skrivna av McCartney-Lennon om inget annat anges. Så krediterades alla gemensamma kompositioner av John och Paul fram till utgivningen av singeln "She Loves You", då signaturen ändrades till Lennon–McCartney.

### Sida A
| Nr           | Titel                               | Längd |
| ------------ | ----------------------------------- | ----- |
| 1.           | I Saw Her Standing There            | 2:55  |
| 2.           | Misery                              | 1:50  |
| 3.           | Anna (Go to Him) (Arthur Alexander) | 2:57  |
| 4.           | Chains (Gerry Goffin/Carole King)   | 2:26  |
| 5.           | Boys (Luther Dixon/Wes Farrell)     | 2:27  |
| 6.           | Ask Me Why                          | 2:27  |
| 7.           | Please Please Me                    | 2:03  |
| Total längd: | Total längd:                        | 17:05 |

### Sida B
| Nr           | Titel                                                     | Längd |
| ------------ | --------------------------------------------------------- | ----- |
| 1.           | Love Me Do                                                | 2:22  |
| 2.           | P.S. I Love You                                           | 2:05  |
| 3.           | Baby It's You (Burt Bacharach/Mack David/Barney Williams) | 2:38  |
| 4.           | Do You Want to Know a Secret                              | 1:59  |
| 5.           | A Taste of Honey (Ric Marlow/Bobby Scott)                 | 2:05  |
| 6.           | There's a Place                                           | 1:52  |
| 7.           | Twist and Shout (Phil Medley/Bert Russell)                | 2:33  |
| Total längd: | Total längd:                                              | 15:34 |